# 臺灣省立行政專修班
臺灣省立行政專修班（簡稱行政專修班、行專）為1950年至1955年間，存在中華民國臺灣省的一間專科教育機構。最初由臺灣省青年服務團附設，稱為臺灣省青年服務團附設行政人員專修班，後來改隸臺灣省政府教育廳，仍由青年服務團代辦。1955年，併入臺灣省立法商學院，為現今國立臺北大學的前身。

## 沿革
1949年前後，不少中國軍、民隨著中華民國政府輾轉進入臺灣，其中青年學生面臨學業中斷、就業不順的問題。政府於1950年1月成立「臺灣省青年服務團」，組織、培訓這些青年。接著，青年服務團又在同年6月附設「臺北青年接待站」收訓長白師範學院（後來併入東北師範大學）、海南省青年訓練團集體赴臺的二百餘人。為滿足其學業需求，青年服務團在團內附設「行政人員專修班」，從上述青年中甄選班員，施以專科教育，結業後經考試及格者，分發至全省各地充任實施地方自治的人才。11月，改為臺灣省行政人員專修班，後來刪除「人員」二字，改為臺灣省行政專修班。1955年春，再次改名為臺灣省立行政專修班。:315
同年8月，專修班與臺灣省立地方行政專科學校合併，升格改制為臺灣省立法商學院，暫時編為臺灣省立法商學院分部。1956年6月，分部停辦，學生回到省立法商就讀。在二校合併，升格學院後，法商學院也開辦夜間部，提供專科學歷學生補修學分，不少專修班學生都有參加。:315,317

## 組織

### 行政單位
行政專修班一開始是附設在青年服務團內，沒有獨立編制、預算，行政業務都由青年服務團第二組代辦。楊爾瑛接任團長（兼班主任）後，便直接將第二組改稱行政專修班教務組。:19
- 教務組（組長：李桐岡→劉耀中）
  - 教務課（課長龐登龍）
  - 訓導課（課長馬鶴凌）
  - 教材課（課長張純興）[4]:19

專修班一開始設在圓山（青年服務團位在圓山體育場的團址），後來遷移至大直（今臺北市立北安國民中學校址）。

### 學術單位
剛成立的時候，設有三個科：教育行政科（一年制、二年制）、土地行政科、財務行政科。後來又增設普通行政、工商管理、社會教育、社會行政、合作等科。:316
另外，行政專修班也沒有聘請專任教授，師資多為臺灣大學、臺灣師範學院、行政專科學校等各校的教師兼任。:16

## 學生
行政專修班並不對外公開招生，而是由臺北青年接待站收容學生、青年服務團團員中考取的人員，以及教育部統一分發的港澳華僑學生、美國「援助中國知識人士協會」考選的學生、中國大陸災胞救濟總會遴選的學生，還有自越南隨軍赴臺的豫衡聯合中學學生考取者組成。:316該班全部學生都是公費生，由教育部每月支付新台幣60元。學生集體住校，採取軍事管理，所有的學生都編入軍訓大隊。班本部對每一科的每一年級，設有一位輔導員，輔導學生的課業、生活，並考核他們的言行舉止。:20-21自開辦至終止，計招收19班次學生，共1,328人。:317